# Market (Marktforschungsinstitut)
Market ist ein 1990 gegründetes unabhängiges Marktforschungsinstitut mit Sitz in Linz. Laut eigenen Angaben zählt es zu den drei führenden Marktforschungsinstituten in Österreich.

## Unternehmensprofil
Die Market Group setzt sich zusammen aus Market Research (Umfrageforschung) und Market Calling (Callcenter).
Regelmäßig werden Analysen für österreichische Medien wie Der Standard, ORF, profil, trend und WirtschaftsBlatt durchgeführt.

### Market Research
Market Research ist im Bereich der Umfrageforschung tätig. Die bearbeiteten Geschäftsfelder sind Mitarbeitercommitmentanalysen, Kundenzufriedenheitsanalysen, Markenanalysen, Werbemitteltests, Sozialforschung (Politik, Werte, Trends), Positionierungs- und Imageanalysen und Marktforschung im Launchprocedere. Durch 44 angestellte Mitarbeiter und etwa 550 freie Mitarbeiter werden auch größere Forschungsvorhaben ermöglicht.
Jährlich werden bei einem Umsatz von ca. 5 Mio. Euro etwa 400.000 Interviews durchgeführt.
Als wissenschaftlicher Beirat für die Durchführung der Forschung stehen dem Institut Professoren der Johannes Kepler Universität Linz zur Seite.

### Market Calling
Market Calling führt mit 280 Mitarbeitern die telefonischen Callcenter-Befragungen durch. Täglich werden durchschnittlich 4.500 ausgehende Anrufe und 3.000 eingehende Anrufe getätigt.
Die Geschäftsfelder, in denen Market Calling tätig ist, sind Inbound, Outbound, Datenbanken, Mystery-Calls, Schulungen und Internetservice.

## Geschichte
Das Markt-, Meinungs- und Mediaforschungsinstitut Market wurde 1990 gegründet. Es folgte der Aufbau eines Feldnetzes für quantitative Marktforschung. 1991 wurde eine psychologische Abteilung für Motiv- und Konzeptforschung implementiert, gleichzeitig kam es zum Aufbau eines eigenen österreichweiten Haushaltspanels. Im Jahr 1992 erschien erstmals ein Band der Studienreihe „Die Stimmungslagen des Homo Austriacus“. Ab 1995 wurde die Befragung mit CATI-Technologie durchgeführt, welche 1998 durch ein verbessertes CAPI-System ersetzt wurde. 2000 wurde das Tochterunternehmen market-calling, ein Callcenter-Unternehmen, gegründet. Im gleichen Jahr fand eine Erweiterung des Forschungsangebots mit Schwerpunktsetzung auf Finanzmarkt- und Industriemarktforschung statt. 2001 wurde in Niederwaldkirchen in Oberösterreich ein eigenes neues Callcenter errichtet.
Seit 1992 kooperiert das Market Institut mit der österreichischen Tageszeitung „der Standard“ und führt für diese politische Umfragen, bspw. Sonntagsfragen, durch.